# Kazvin tartomány

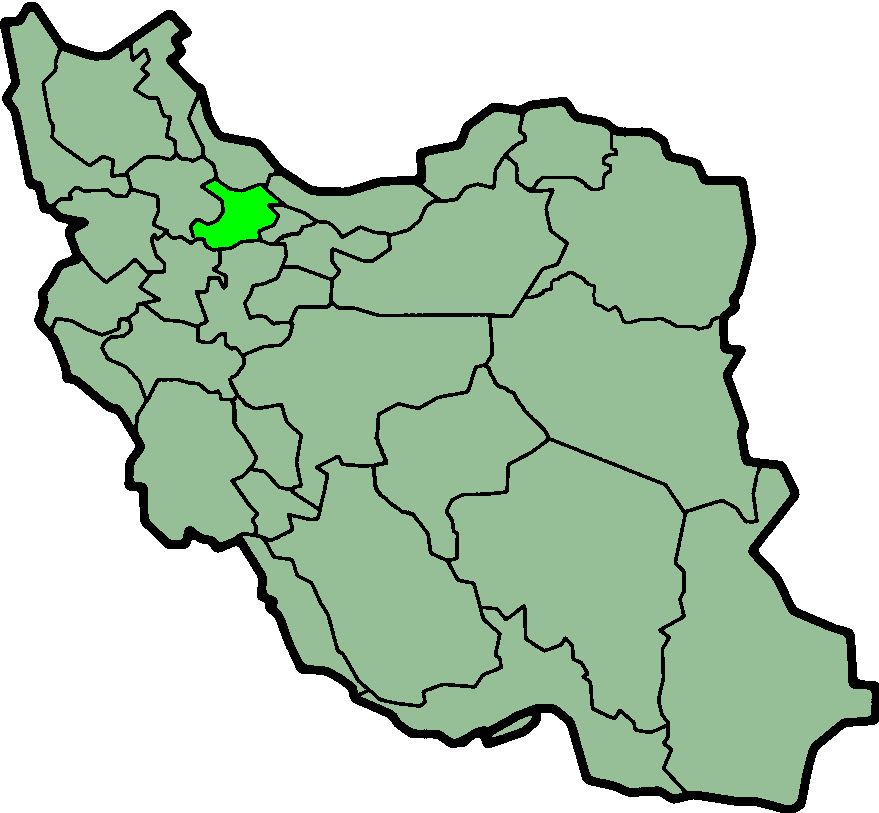
Kazvin tartomány elhelyezkedése Iránban

Kazvin tartomány (perzsául استان قزوین [Ostân-e Qazvin]) Irán 31 tartományának egyike az ország északnyugati részén. Nyugaton és északon Gilánnal, északkeleten Mázandaránnal, keleten Alborzzal, délen Markazival, délnyugaton Hamadánnal, nyugaton pedig Zandzsán tartománnyal határos. Székhelye a 330 000 fős lakosságú Kazvin városa. Területe 15 567 km², lakossága 1 127 734 fő.

## Népesség
A tartomány népessége az alábbiak szerint alakult:
| Lakosok száma | 1 143 200 | 1 201 565 | 1 273 761 |
|               | 2006      | 2011      | 2016      |

## Közigazgatási beosztás
Kazvin tartomány 2021 novemberi állás szerint 6 megyére (sahrasztán) oszlik. Ezek: Ábjek, Ávadzs, Alborz, Buin-Zahrá, Kazvin, Tákesztán.

## Fordítás
- Ez a szócikk részben vagy egészben  a(z)   استان‌های ایران című perzsa Wikipédia-szócikk ezen változatának fordításán alapul.  Az eredeti cikk szerkesztőit annak laptörténete sorolja fel. Ez a jelzés csupán a megfogalmazás eredetét és a szerzői jogokat jelzi, nem szolgál a cikkben szereplő információk forrásmegjelöléseként.